# Bar (trava)
Bar ali laški muhvič (znanstveno ime Setaria italica) je kulturna ali divja trava z debelim klasom.